# Klingit
Klingit är en svensk marknadsföringsbyrå och ett kreativt teknikbolag som erbjuder skalbara tjänster inom varumärkesdesign, innehåll och marknadsföring via en digital prenumerationsmodell. Företaget gör det möjligt för företag att få tillgång till ett globalt team av designers och kreatörer genom sin plattform.

## Historia
Klingit grundades 2020 av Rikard Hegelund, Teddy Wold och Cem Arel i Stockholm. Bolaget lanserades först som en design-as-a-service-lösning, men har sedan dess breddat erbjudandet till kreativ produktion och marknadsföringstjänster.
År 2022 tog Klingit in 20 miljoner kronor i kapital från WiT Ventures, Livingstone Partners samt grundarna till den svenska byrån King Reklambyrå, inklusive Sunit Mehrotra och Frank Hollingworth.
År 2024 förvärvade Klingit det norska kreativa techbolaget Graphiq.

## Tjänster
Klingits plattform möjliggör beställning av tjänster inom varumärkesutveckling, marknadsföringsinnehåll, UX/UI, presentationsdesign och webbproduktion. Dessa levereras via olika abonnemangsmodeller av ett globalt team av in-house och frilansande kreatörer.
År 2023 lanserade företaget AI-baserade designverktyg för ökad enhetlighet och effektivitet.

## Kunder och projekt
Klingit har arbetat med bland annat Lime Technologies, Carla och Zimpler.

## Ledning
Sedan 2022 är Anders Ringstedt verkställande direktör. I styrelsen sitter bland andra Rikard Hegelund, Teddy Wold och investerare från WiT Ventures och King Reklambyrå.

## Ekonomi
Enligt Allabolag.se hade Klingit en omsättning på cirka 37 miljoner kronor under 2023 och 18 anställda.